# Platysticta maculata
Platysticta maculata är en trollsländeart. Platysticta maculata ingår i släktet Platysticta och familjen Platystictidae.

## Underarter
Arten delas in i följande underarter:
- P. m. deccanensis
- P. m. maculata